# IKONOS
IKONOS è un satellite artificiale commerciale ad alta risoluzione spaziale: fu il primo satellite che poté registrare immagini con una risoluzione tra 1 e 4 metri.
Può offrire sia immagini in pancromatico che multispettrali. Fu possibile avere immagini di questo satellite dal 1º gennaio 2000.
Dapprima fu lanciato il satellite IKONOS-1 nel 1999, ma il suo lancio fallì. Quindi si progettò un secondo satellite: IKONOS-2, chiamato semplicemente IKONOS, lanciato il 24 settembre 1999 dal cosmodromo Vandenberg Air Force Base in California.

## Specifiche tecniche e funzionamento
IKONOS è in grado di avere una risoluzione al suolo di 0,82 metri in modalità pancromatica (bianco e nero) e 3,2 metri in modalità a colori o multispettrale. Queste possono essere fuse tra di loro per creare immagini a colori ad altissima risoluzione.
- Ampiezza rilevazioni = 11,3 km
- Imaging fuori Nadir = Fino a 60 gradi
- Portata dinamica = 11 bit per pixel
- Tempo di orbita = circa 3 giorni
- Orbita = 680 km
- Velocità media = 27 360 km/h (7 600 m/s)
- Incrocio dei nodi = 11:30
- Gamma spettro pancromatico = 526-929 nm
- Gamma spettro mutispettrale = 445-516 nm blu 506-595 nm verde 632-698 nm rosso 757-853 nm vicino all'IR